# ثيوبالد تسيغلر
ثيوبالد تسيغلر (بالألمانية: Theobald Ziegler)‏ هو فيلسوف ألماني، ولد في 9 فبراير 1846 في غوبينغن في ألمانيا، وتوفي في 1 سبتمبر 1918 في Sierentz ‏ في فرنسا.